# Mercedes, Đông Samar

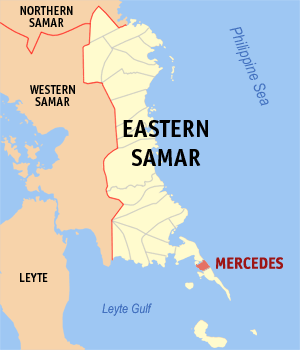
Bản đồ Đông Samar với vị trí của Mercedes

Mercedes là một đô thị hạng 6 ở tỉnh Đông Samar, Philippines. Theo điều tra dân số năm 2000 của Philipin, đô thị này có dân số 4.857 người trong 945 hộ.

## Các đơn vị hành chính
Mercedes được chia ra 16 barangay.
| - Anuron - Banuyo - Bobon - Busay - Buyayawon - Cabunga-an - Cambante - Barangay 1 Poblacion | - Barangay 2 Poblacion - Barangay 3 Poblacion - San Jose - Sung-an - Palamrag (Cabiliri-an) - Barangay 4 Poblacion - Port Kennedy - San Roque |